# Kaspar von Preysing-Lichtenegg-Moos

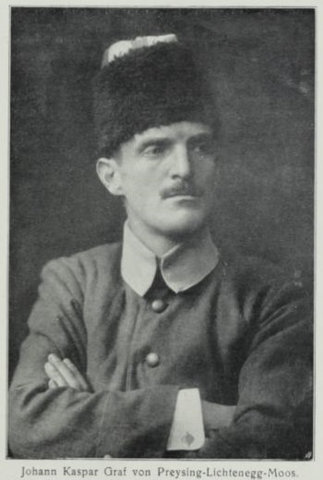
Kaspar Graf von Preysing in osmanischer Uniform

Johann Kaspar Maximilian Maria Joseph Franz Xaver Aloysius Peter Paul Leo, 6. Graf von Preysing-Lichtenegg-Moos (* 28. Juni 1880 in München; † 14. April 1918 in Pont de Nieppe) war ein bayerischer Offizier, Reichsrat sowie Ritter des Georgs- des Militär-Max-Joseph-Ordens.

## Leben

### Herkunft und Familie
Kaspar war Sohn des Reichstagsabgeordneten Conrad von Preysing und dessen Ehefrau Christiane von Preysing, Mitbegründerin des Marianischen Mädchenschutzvereins und der ersten Katholischen Bahnhofsmission. Er hatte neun Geschwister, darunter vier Brüder. Von seinen Brüdern fiel Johannes im Ersten Weltkrieg, Max Emanuel nahm sich 1913 das Leben, Christoph starb vor dem Erreichen seiner Volljährigkeit und Johann Georg starb 1924 an den Folgen des Krieges. Mit dem frühen Tod von Johann Georgs Sohn im Jahr 1940 starb die Linie Preysing-Lichtenegg-Moos im Mannesstamm aus.

### Karriere
Preysing besuchte bis zum Abitur 1899 das Wilhelmsgymnasium München und trat anschließend am 15. Juli 1899 als Fahnenjunker in das 2. Schwere-Reiter-Regiment „Erzherzog Franz Ferdinand von Österreich-Este“ der Bayerischen Armee ein. Am 4. März 1901 avancierte er zum Leutnant und ließ sich unter Stellung à la suite seines Regiments ab dem 6. Oktober 1901 auf ein Jahr vom Dienst beurlauben. Am 23. Oktober 1910 wurde er zum Oberleutnant befördert. 
Graf Preysing wollte sich an den Balkankriegen beteiligen, da das deutsche Reich die osmanische Seite aber nicht offiziell unterstützen wollte und deshalb nur 5 Offizieren die Erlaubnis erhielt im Balkan auf türkischer Seite zu kämpfen, hatte er sich auf abenteuerliche Weise selbst der türkischen Armee zur Verfügung gestellt und besaß damit nicht offiziellen Charakter wie seine Kameraden. Nachdem sein inoffizieller Status aufflog, kehrte er Ende 1912 nach Deutschland zurück. Graf Preysing war während des Konflikts der Ansicht, dass man mit türkischen Soldaten die Welt erobern könnte. 1914 wurde er zum Rittmeister beim Stabe des Königlich Bayerischen 7. Chevaulegers-Regiment „Prinz Alfons“. Ab 1914 wirkte er auch als Mitglied der Kammer der Reichsräte in Bayern.
Nach Ausbruch des Ersten Weltkrieges nahm er Herbst 1914 als Angehöriger der deutschen Militärmission im Osmanischem Reich teil und veranlasste, dass Max Erwin von Scheubner-Richter auch an der Militärmission teilnimmt. Im September 1914 wurde er auch Gesellschafter der Süddeutschen Monatshefte. Er kehrte bis 1918 nach Deutschland zurück und starb als Eskadronchef in seinem Stammregiment in Flandern.